# Cabeço do Garajau
O Cabeço do Garajau é um afloramento rochoso marítimo localizado no oceano Atlântico junto à costa da ilha das Flores, no concelho de Santa Cruz das Flores.

## Descrição
Encontra-se nas coordenadas geográficas de Latitude 39º30.445'N e de Longitude 31º09.168'W, a cinco milhas marítimas do Porto das Poças.

## Formação geológica e descrição
A formação geológica do Cabeço do Garajau (Santa Cruz das Flores) apresenta-se com um fundo marítimo formando por escoadas lavicas de origem vulcânica e com um microrrelevo bastante acentuado formado por planos de fracturas geológicas verticais e grande abundância de grutas e pequenas cavernas.
Algumas das escoadas lavicas deram origem a imponentes estruturas em arcos de pedra basálticos resultantes da sempre presente erosão do mar. Surgem ainda frequentes covas de gigante.
Em zonas de batimetria mais acentuada existem depósitos de áreas que se formaram graças a estarem ao abrigo das correntes marítimas circundantes. O nível de profundidade destas formação geológica é portanto muito variada sendo que a cota média ronda os 40 a 43 metros.
O acesso a este local apenas pode ser feito por mar, pelo que é necessário uma embarcação que permita navegar cinco milhas marítimas, desde o ponto mais próximo na costa, o Porto das Poças.
Esta formação geológica é utilizada para a realização de mergulho de escafandro diurno tendo em atenção que devido à sua distância da costa é possível encontrar fortes correntes oceânicas e fazer a observação de grandes Meros e outros pelágicos também de grandes dimensões.

## Fauna e a flora dominantes
A fauna e a flora dominantes desta formação geológica são a Castanheta-castanha, a Mero, a Asparagopsis armata e a Falkenbergia rufuosa, sendo no entanto possível observar-se uma grande variedade de fauna e flora marinha em que convivem mais de 76 espécies diferente, sendo de 11.5 o Índice de Margalef.
A protecção da biosfera desta zona é defendida por vários estudiosos entre os quais: (Gubbay, 1995 e Santos et al, 1995). Foi proposto nos trabalhos de Martins & Santos (1991) e Santos (1992), medidas de protecção da biodiversidade a este ilhéu.

## Fauna e flora observáveis
- Arreião (Myliobatis aquila),
- Água-viva (Pelagia noctiluca),
- Alga vermelha (Asparagopsis armata),
- Anêmona-do-mar (Alicia mirabilis),
- Alface do mar (Ulva rígida)
- Ascídia-flor (Distaplia corolla),
- Asparagopsis armata,
- Aglophenia tubulifera,
- Apogon imberbis
- Barracuda (Sphyraena),
- Boga (Boops boops),
- Bodião (labrídeos),
- Caravela-portuguesa (Physalia physalis),
- Chicharro (Trachurus picturatus).
- Coris julis
- castanheta-castanha
- Estrela-do-mar (Ophidiaster ophidianus),
- Falkenbergia rufuosa
- Lírio (Campogramma glaycos),
- Lithophylum incrustans
- Mero (Epinephelus itajara),
- Ouriço-do-mar-negro (Arbacia lixula),
- Peixe-cão (Bodianus scrofa),
- Peixe-porco (Balistes carolinensis),
- Peixe-balão (Sphoeroides marmoratus),
- Peixei-rei (Coris julis),
- Polvo (Octopus vulgaris),
- Pomatomus saltator
- poliquetas,
- Ratão (Taeniura grabata),
- Salmonete (Mullus surmuletus),
- Stenopus spinosus
- Trachurus picturatus.
- Zonaria flava,